# Восток (антарктична станція)
Станція «Восток» (рос. Станция «Восток», дос. «Станція "Схід"») — колишня радянська, а нині російська антарктична наукова станція. Названа на честь парусного шлюпа «Восток», одного з кораблів антарктичної експедиції 1819–1821 років. Заснована 16 грудня 1957 року Василем Сидоровим, що згодом став начальником станції. Товщина крижаного покриву під станцією 3700 м.

## Кліматичні умови
Кліматичні умови в районі станції є дуже суворими:
- Сильні морози. Район станції відрізняється дуже низькими температурами протягом усього року. Тут 21 липня 1983 зареєстрована найнижча температура на планеті:−89,2 °C[1], цей рекорд холоду протримався до 2013 року, коли в Трансантарктичних горах було зафіксовано температуру −91 °C[2]. Найтеплішим днем на станції Восток за часи її існування був день 11 січня 2002 року, тоді температура повітря піднялася до −12,2 °C[1][3].
- Майже абсолютна сухість повітря.
- Середньорічна швидкість вітру близько 5 м/с, максимальна 27 м/с.
- Висота розташування станції — 3488 метрів над рівнем моря. Звідси — гостра нестача кисню. Через низьку температуру повітря в районі станції його тиск з висотою падає швидше, ніж у середніх широтах, і підраховано, що вміст кисню в атмосфері в районі Сходу еквівалентно висоті 5000 метрів.
- Підвищена іонізація повітря.
- Парціальний тиск газів у повітрі там відрізняється від складу звичного для нас повітря.
- Брак вуглекислого газу в повітрі, що, ймовірно, призводить до збоїв у механізмі регуляції дихання.
- Полярна ніч триває п'ять місяців у році.

Акліматизація до таких умов триває від одного тижня до одного-двох місяців і супроводжується запамороченням і мигтінням в очах, болем у вухах і носовими кровотечами, відчуттям задухи і різким підвищенням тиску, втратою сну і пониженням апетиту, нудотою, блювотою, болем у суглобах і м'язах, втратою ваги від трьох до п'яти (відомі випадки до 12) кілограмів.
Середня температура найтепліших місяців — грудня та січня — нижче −30 °C, що еквівалентно холодній сибірській зимі. Середня температура найхолоднішого місяця — серпня — становить −68 °C, іноді опускається нижче −70 °C. Для порівняння: січень 1892 року у Верхоянську (з найнижчою температурою за історію спостережень в Росії) мав середню температуру −57,2 °C.
Опадів практично не випадає. Середньорічний рівень опадів — всього близько 4,5 мм, що еквівалентно повній їх відсутності.
| Клімат станції Схід                                                   | Клімат станції Схід | Клімат станції Схід | Клімат станції Схід | Клімат станції Схід | Клімат станції Схід | Клімат станції Схід | Клімат станції Схід | Клімат станції Схід | Клімат станції Схід | Клімат станції Схід | Клімат станції Схід | Клімат станції Схід | Клімат станції Схід |
| Показник                                                              | Січ.                | Лют.                | Бер.                | Квіт.               | Трав.               | Черв.               | Лип.                | Серп.               | Вер.                | Жовт.               | Лист.               | Груд.               |                     |
| Абсолютний максимум, °C                                               | −12,2               | −22,9               | −35,6               | −33                 | −41,6               | −40,1               | −34,1               | −36,1               | −38,3               | −24,5               | −23,9               | −14,1               |                     |
| Середній максимум, °C                                                 | −29                 | −39,4               | −52,9               | −60,3               | −59,2               | −59,3               | −56,7               | −60,7               | −57,5               | −53,5               | −38                 | −28                 |                     |
| Середній мінімум, °C                                                  | −35,5               | −47,4               | −63,9               | −70,4               | −70,5               | −70,8               | −73,8               | −75,4               | −71,8               | −61,3               | −45,4               | −35,1               |                     |
| Абсолютний мінімум, °C                                                | −55,1               | −64                 | −75                 | −80,4               | −80,6               | −83,3               | −89,2               | −85,4               | −85,6               | −76,1               | −62,6               | −50,1               |                     |
| --------------------------------------------------------------------- | ------------------- | ------------------- | ------------------- | ------------------- | ------------------- | ------------------- | ------------------- | ------------------- | ------------------- | ------------------- | ------------------- | ------------------- | ------------------- |
| Джерело: Графік температури на станції Схід; = 89606 Погода і Клімат. |                     |                     |                     |                     |                     |                     |                     |                     |                     |                     |                     |                     |                     |

## Розташування

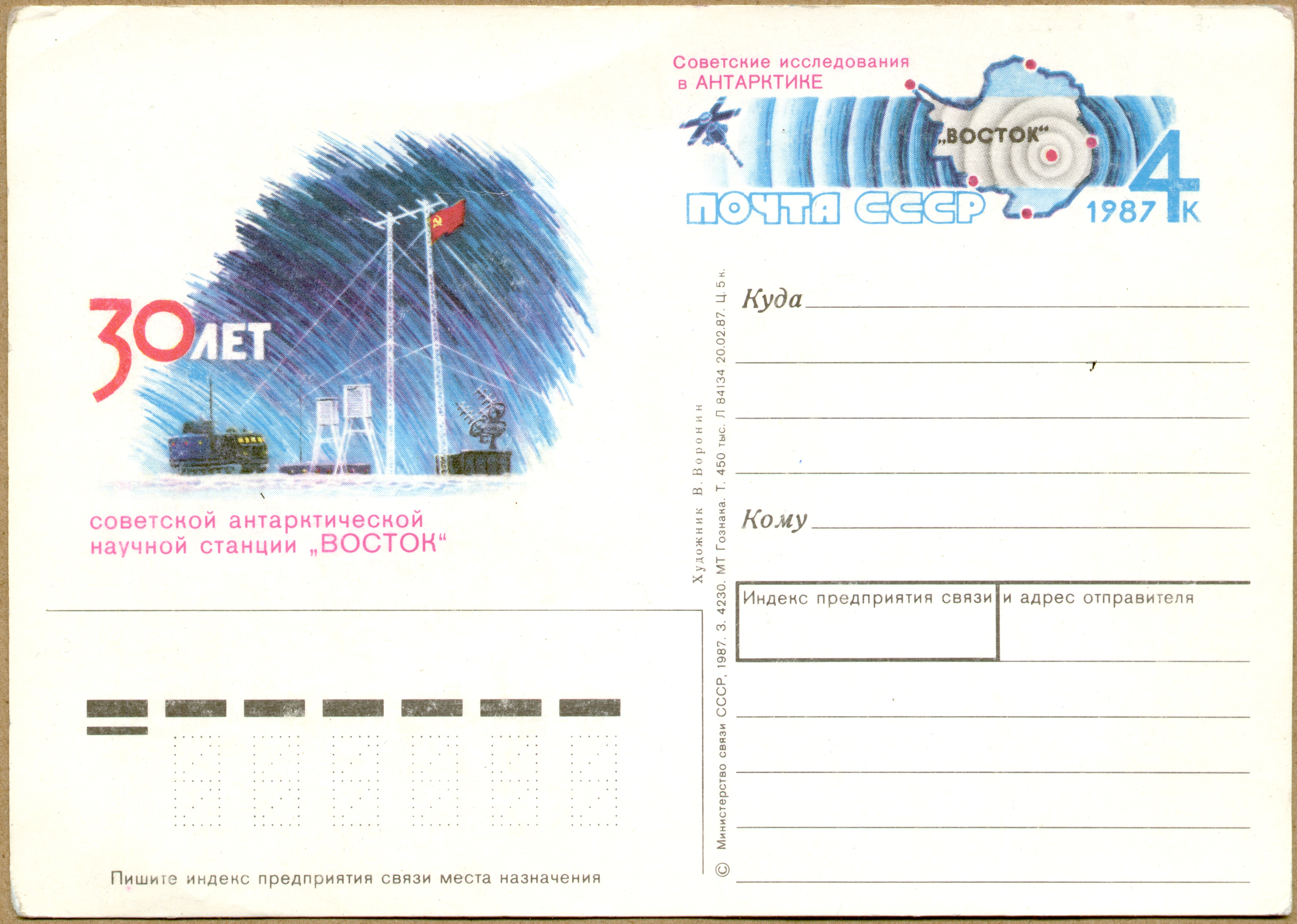
Радянська листівка «30 років радянської антарктичної наукової станції Схід»

Науково-дослідна станція «Схід» розташована в центральній частині антарктичного континенту, на відстані 1253 км від Південного полюса і за 1260 км від найближчого узбережжя моря. Дістатися до станції узимку практично неможливо, тому полярники не можуть розраховувати на допомогу ззовні. Доставка вантажів на станцію здійснюється літаками (в літній, відносно теплий період) і санно-гусеничним поїздом (решту часу) від станції «Мирний». Докладно труднощі доставки вантажів цим способом описав Володимир Санін у своїх книгах «Новачок в Антарктиді» і «72 градуси нижче нуля».
«Схід» розташований поблизу Південного магнітного полюса Землі і є одним з найкращих місць для дослідження змін у магнітному полі нашої планети. Зазвичай на станції влітку знаходяться 25 осіб — учених і інженерів. Взимку їх кількість скорочується до 13.

## Наукова діяльність на станції «Схід»
Понад 40 років фахівці проводять тут дослідження вуглеводневої і мінеральної сировини, резервів питної води; здійснюють аерометеорологічні, актинометричні, геофізичні і гляціологічні спостереження, а також спеціальні медичні дослідження; займаються вивченням зміни клімату, дослідженням «озонової діри», проблемами підвищення рівня води у Світовому океані та іншими.
Тут усередині 1990-х років у результаті буріння льодовикових відкладень (спочатку термобуровими снарядами, а потім електромеханічними снарядами на вантажоносному кабелі) спільними зусиллями бурових груп Ленінградського гірничого інституту і ААНДІ, було виявлено унікальне реліктове озеро (найбільше підлідне озеро Антарктиди). Зараз розробляються проекти вивчення озера.
5 лютого 2012 року гляціо-буровий загін проник в реліктові води підльодовикового озера Восток через глибоку крижану свердловину на глибині 3766 м.

## Гігієна
Влаштування туалета на станції «Схід» (за спогадами Юрія Сенкевича): У льоді робиться циліндрична виїмка діаметром 1 м і глибиною до 5 м, зверху над нею кріпиться стандартний «будиночок». На виїмці встановлена сталева кругла рама з віссю посередині, на якій перевертається навколо своєї осі сталевий диск відповідного діаметра. Над рамою з диском ставиться стільчак. Екскременти падають на цей диск і замерзають. До обов'язків чергового по станції входило очищення туалету. Це відбувалося так: ломиком розбивалися застиглі екскременти на дрібні шматки, після чого диск перевертався навколо своєї осі і розбитий вміст падав у крижаний циліндр. Після цього диск фіксувався протилежною стороною. Через деякий час процес очищення повторювався. Коли циліндрична крижана яма заповнювалася, туалет переносився на нове місце, де так само попередньо висвердлювали подібну конструкцію. Пізніше влаштування туалету стало наближене до стандартного міського. На станції є 3 туалети (у радіобудинку, дизельній електростанції, їдальні)

## Історія існування
Від часу свого заснування станцію було двічі реконструйовано — в 1974 та 1983 рр.
У ніч на 13 квітня 1982 року в результаті пожежі повністю вийшли з ладу основні і резервні дизель-генератори, і станція залишилася знеструмленою. 20 осіб протягом 8 місяців провели героїчну зимівлю, зігріваючись саморобними буржуйками на дизельному паливі, поки з Мирного не прийшов санно-гусеничний потяг з новою дизель-електричною установкою.
У 2020 році в Росії було збудовано нову станцію, яку планується доставити до Антарктиди морем. Повне її встановлення займе 2-3 роки.